# Condors de Pittsburgh
Maillots
Les Condors de Pittsburgh (en anglais : Pittsburgh Condors) sont un club franchisé américain de basket-ball de la ville de Pittsburgh faisant partie de l'American Basketball Association. La franchise a disparu en 1972, la ABA organisant en juin de cette année-là une draft de dispersion avec les joueurs de l'équipe.

## Historique
Le 4 mai 1968, les Pipers remportent le titre de l'American Basketball Association, association de basket-ball, lors de la saison inaugurale. L'équipe bat les Buccaneers de la Nouvelle-Orléans 4 manches à 3 alors qu'au cours de la saison, les Pipers attirent jusqu'à 12 300 fans lors d'un match en janvier contre les Muskies du Minnesota. Lors de la finale, les Pipers vont remporter la manche ultime devant leur public 122 à 113, devant 11 457 personnes. Les Pipers vont quitter la ville pour la saison suivante sous l'impulsion de leur propriétaire, Gabe Rubin. L'équipe rejoint le Minnesota et la salle Metropolitan Sports Center de Bloomington.
La franchise ne parvenant pas à attirer la foule dans sa nouvelle ville, Rubin décide de ramener l'équipe à Pittsburgh pour la troisième saison de l'association. Les Pipers vont changer de nom en 1970 et les Condors prennent possession du Civic Arena pour deux saisons avant de mettre fin à leur activité, les résultats ne suivant pas.

## Noms successifs
- 1967-1968 : Pipers de Pittsburgh
- 1968-1969 : Pipers du Minnesota
- 1969-1970 : Pipers de Pittsburgh
- 1970 à 1972 : Condors de Pittsburgh

## Statistiques
W = victoires, L = défaites, PCT = pourcentage de victoires, GB = retard sur les premiers (en nombre de matchs)
| Saison  | W  | L  | PCT    | GB | Classement                       | Playoffs                                                                                  |
| ------- | -- | -- | ------ | -- | -------------------------------- | ----------------------------------------------------------------------------------------- |
| 1967-68 | 54 | 24 | 69,2 % | -  | Premiers du championnat          | 3-0 Indiana Pacers 4-1 Minnesota Muskies 4-3 New Orleans Buccaneers Champion des playoffs |
| 1968-69 | 36 | 42 | 46,2 % | 8  | Quatrième de la division         | 2-4 Miami Floridians                                                                      |
| 1969-70 | 29 | 55 | 34,5 % | 30 | Cinquième de la division         | Non qualifiés                                                                             |
| 1970-71 | 36 | 48 | 42,9 % | 19 | Cinquième de la division         | Non qualifiés                                                                             |
| 1971-72 | 25 | 59 | 29,8 % | 43 | Sixième (dernier) de la division | Non qualifiés                                                                             |

## Joueurs et entraîneur

### Entraîneurs successifs
- 1967-68 : Vince Cazzetta
- 1968-69 : Jim Harding, Vern Mikkelsen et Verl Young
- 1969-70 : John Clark et Buddy Jeannette
- 1970-71 : Jack McMahon
- 1971-72 : Jack McMahon et Mark Binstein

### Joueurs célèbres ou marquants
- Connie Hawkins - MVP de la saison et des playoffs de 1967-68. Meilleur pointeur par match avec 26,8 points par matchs[4]
- Trooper Washington - meilleur pourcentage de paniers à deux points en 1967-68[5]
- Mike Lewis - a joué le plus grand nombre de matchs (295), le plus grand total de minutes (9 217) de l'histoire de l'équipe
- John Brisker - meilleur pointeur de l'histoire de l'équipe avec 5 349 points[6]